# Radlická (metropolitana di Praga)
Radlická è una stazione della linea B della metropolitana di Praga.

## Storia
La stazione è stata attivata il 26 ottobre 1988, come parte del prolungamento della linea B tra Smíchovské nádraží e Nové Butovice.

## Strutture e impianti
La stazione è sotterranea ed è dotata di due binari, serviti da una banchina centrale.

## Servizi
- Biglietteria
- Servizi igienici

## Interscambi
- Fermata tram (linea 7)[2]
- Fermata autobus (linea 153)[2]